# Liste de films français sortis en 1934
Listes de films français
- 1930
- 1931
- 1932
- 1933
- 1934
- 1935
- 1936
- 1937
- 1938

Liste non exhaustive de films français sortis en 1934 :
| Titre                           | Réalisateur                              | Acteurs                                                                        | Genre                   | Notes                                |
| ------------------------------- | ---------------------------------------- | ------------------------------------------------------------------------------ | ----------------------- | ------------------------------------ |
| Adémaï au Moyen Âge             | Jean de Marguenat                        | Noël-Noël, Michel Simon                                                        | Comédie                 |                                      |
| Adémaï aviateur                 | Jean Tarride                             | Noël-Noël, Sylvia Bataille Fernandel, Junie Astor                              | Comédie                 |                                      |
| Adhémar Lampiot                 | Christian-Jaque                          | Fernand-René, Maximilienne Gaston Dupray                                       | Comédie                 |                                      |
| L'Affaire Sternberg             | Robert Péguy                             | André Roanne, Louis Florencie                                                  | Moyen métrage Comédie   | 33 min                               |
| Les Affaires publiques          | Robert Bresson                           | Béby, Andrée Servilange Marcel Dalio                                           | Court métrage Comédie   | 25 min                               |
| Amok                            | Fedor Ozep                               | Marcelle Chantal, Jean Yonnel Madeleine Guitty                                 | Drame                   |                                      |
| L'Amour en cage                 | Jean de Limur Carl Lamac                 | Anny Ondra, René Lefèvre André Berley, Georges Saillard                        | Comédie                 |                                      |
| L'Amour qu'il faut aux femmes   | Adolf Trotz                              | Max Maxudian et ....                                                           | Comédie                 |                                      |
| L'Ange gardien                  | Jean Choux                               | André Baugé, Pola Illéry Paul Azaïs                                            | Comédie dramatique      |                                      |
| Angèle                          | Marcel Pagnol                            | Orane Demazis, Fernandel, Edouard Delmont                                      | Drame                   |                                      |
| L'Aristo                        | André Berthomieu                         | André Lefaur, Raymond Cordy Josette Day                                        | Comédie                 |                                      |
| L'Article 382                   | Christian-Jaque                          | Pierre Etchepare, Simone Bourday Marcel Maupi                                  | Comédie                 |                                      |
| L'Atalante                      | Jean Vigo                                | Dita Parlo, Jean Dasté, Michel Simon                                           | Humour, drame           |                                      |
| Au bout du monde                | Henri Chomette et Gustav Ucicky          | Pierre Blanchar, Charles Vanel, Käthe von Nagy                                 | Guerre                  |                                      |
| Au pays du soleil               | Robert Péguy                             | Henri Alibert, Lisette Lanvin, Gorlett, Rellys                                 | Comédie                 |                                      |
| L'Auberge du petit dragon       | Jean de Limur                            | Albert Préjean, Paulette Dubost                                                |                         |                                      |
| L'Aventurier                    | Marcel L'Herbier                         | Victor Francen, Blanche Montel                                                 | Drame                   |                                      |
| La Banque Némo                  | Marguerite Viel                          | Victor Boucher, Mona Goya, Alice Tissot                                        | Comédie dramatique      |                                      |
| La Bataille                     | Nicolas Farkas Viktor Tourjanski         | Charles Boyer, Annabella John Loder                                            | Guerre                  |                                      |
| La Belle de nuit                | Louis Valray                             | Véra Korène, Aimé Clariond, Jacques Dumesnil                                   | Drame                   |                                      |
| Les Bleus de la marine          | Maurice Cammage                          | Fernandel, Gaston Ouvrard, Colette Darfeuil                                    | Comédie                 |                                      |
| Le Bonheur                      | Marcel L'Herbier                         | Gaby Morlay, Charles Boyer, Michel Simon                                       | Mélodrame               |                                      |
| Le Bossu                        | René Sti                                 | Robert Vidalin, Josseline Gaël, Samson Fainsilber                              | cape et épée            |                                      |
| Bouboule Ier, roi nègre         | Léon Mathot                              | Georges Milton, Joe Alex Victor Vina                                           | Comédie                 |                                      |
| Le Calvaire de Cimiez           | Jacques de Baroncelli René Dallière      | Marie-Ange Rivain, Marie-Louise Sarky Suzanne Bing                             | Comédie dramatique      |                                      |
| Caravane                        | Erik Charell                             | Charles Boyer, Annabella Pierre Brasseur                                       | Musique                 |                                      |
| Cartouche                       | Jacques Daroy                            | Paul Lalloz, Mila Parely, Mila Parély                                          | Drame                   |                                      |
| Casanova                        | René Barberis                            | Ivan Mosjoukine, Jeanne Boitel, Marcelle Denya                                 | Comédie dramatique      |                                      |
| Le Cavalier Lafleur             | Pierre-Jean Ducis                        | Fernandel, Raymond Cordy, Jacques Louvigny                                     | Comédie                 |                                      |
| Le Centenaire                   | Pierre-Jean Ducis                        | Noël-Noël, Mady Berry, René Génin                                              | Court métrage Comédie   | 35 min                               |
| Ces messieurs de la Santé       | Pierre Colombier                         | Raimu, Edwige Feuillère, Pauline Carton                                        | Comédie                 |                                      |
| Cessez le feu                   | Jacques de Baroncelli                    | Jean Galland, Annie Ducaux, Marcel André                                       | Drame                   |                                      |
| C'était un musicien             | Maurice Gleize et Frederic Zelnik        | Fernand Gravey, Lucien Baroux Roland Toutain                                   | Comédie                 |                                      |
| Chanson d'Armor                 | Jean Epstein                             | Francis Gourvil, François Viguier                                              | Drame                   | Langue bretonne                      |
| La Chanson de l'adieu           | Géza von Bolváry Albert Valentin         | Jean Servais, Janine Crispin Marcel Vallée, Lucienne Le Marchand               | Comédie dramatique      |                                      |
| Chansons de Paris               | Jacques de Baroncelli                    | Georges Thill, Armand Bernard Louisa de Mornand                                |                         |                                      |
| La Châtelaine du Liban          | Jean Epstein                             | Spinelly, Jean Murat, George Grossmith Jr.                                     | Drame                   |                                      |
| Le Chemin du bonheur            | Jean Mamy                                | Alfred Pizella, Simone Alex, Jean Périer                                       | Comédie                 |                                      |
| Le Chéri de sa concierge        | Giuseppe Guarino                         | Fernandel, Alice Tissot, Yvette Lebon                                          | Comédie                 |                                      |
| Chourinette                     | André Hugon                              | Mireille, Sinoël, Frédéric Duvallès                                            | Comédie dramatique      |                                      |
| La Cinquième Empreinte          | Karl Anton                               | Alice Field, Jean Max, Paulette Dubost, Pierre Larquey                         | Policier                |                                      |
| Colette et son mari             | André Pellenc                            | Colette Darfeuil, André Roanne, Marfa Dhervilly, Georges Melchior              | Comédie (court métrage) | 50 minutes                           |
| Coralie et Compagnie            | Alberto Cavalcanti                       | Françoise Rosay, Robert Burnier, Josette Day                                   | Comédie                 |                                      |
| Le Coup de parapluie            | Pierre-Jean Ducis                        |                                                                                | Court métrage           | 35 min                               |
| Crainquebille                   | Jacques de Baroncelli                    | Tramel, Rachel Devirys, Jeanne Fusier-Gir                                      | Comédie dramatique      |                                      |
| La crise est finie              | Robert Siodmak                           | Albert Prejean, Suzanne Dehelly Danielle Darrieux                              | Comédie                 |                                      |
| La Croisière jaune              | André Sauvage (début) Léon Poirier (fin) | -                                                                              | Documentaire            |                                      |
| La Cure sentimentale            | Pierre Weill Max Dianville               | Christiane Delyne, Nadine Picard Marc Dantzer                                  | Comédie                 |                                      |
| Dactylo se marie                | René Pujol et Joe May                    | Marie Glory, Jean Murat Armand Bernard                                         | Comédie                 |                                      |
| La Dame aux Camelias            | Fernand Rivers                           | Yvonne Printemps, Jane Marken, Pierre Fresnay                                  | Drame                   |                                      |
| Le Dernier Milliardaire         | René Clair                               | Max Dearly, Marthe Mellot Renée Saint-Cyr                                      | Comédie                 |                                      |
| Dernière Heure                  | Jean Bernard-Derosne                     | Ginette Gaubert, Line Noro, Maurice Rémy                                       | Drame                   |                                      |
| Les Deux Papas                  | Charles-Félix Tavano                     | Louis Florencie, Dolly Davis, Jean-Louis Allibert                              | Court métrage           | 43 min                               |
| Dîner de gala aux ambassadeurs  | Sacha Guitry                             | Pauline Carton, Paul Pauley Gaston Séverin                                     | Comédie                 | 5 min                                |
| L'École des contribuables       | René Guissart                            | Armand Bernard, Baron fils, Mireille Perrey                                    | Comédie                 |                                      |
| L'Enfant du carnaval            | Alexandre Volkoff                        | Ivan Mosjoukine, Tania Fédor, Léon Bary, Saturnin Fabre                        | Comédie dramatique      |                                      |
| Le Fakir du Grand Hôtel         | Pierre Billon                            | Gaby Basset, Armand Bernard, Paulette Dubost, André Burgère                    | Comédie                 |                                      |
| Famille nombreuse               | André Hugon                              | Jeanne Boitel, Georges Milton, Robert Le Vigan                                 | Comédie                 |                                      |
| Fanatisme                       | Tony Lekain et Gaston Ravel              | Pola Negri, Jean Yonnel, Lucien Rozenberg                                      | Drame                   |                                      |
| La Femme idéale                 | André Berthomieu                         | René Lefèvre, Marie Glory, Arlette Marchal                                     | Comédie                 |                                      |
| Feu Toupinel                    | Roger Capellani                          | Pierre Etchepare, Colette Darfeuil, Mauricet, Simone Deguyse                   | Comédie                 |                                      |
| Les Filles de la concierge      | Jacques Tourneur                         | Jeanne Cheirel, Josette Day, Germaine Aussey                                   | Romance                 |                                      |
| La Flambée                      | Jean de Marguenat                        | Jacques Grétillat, Jeanne Lion                                                 | Drame Comédie           |                                      |
| Flofloche                       | Gaston Roudès                            | Armand Bernard, France Dhélia, Olympe Bradna                                   | Comédie                 |                                      |
| La Garnison amoureuse           | Max de Vaucorbeil                        | Fernandel, Pierre Brasseur Raymond Cordy                                       | Comédie                 |                                      |
| Les Géants de la route          | Pierre-Jean Ducis                        | Paul Colline, René Dorin                                                       | Comédie                 | 30 min                               |
| Le Grand Jeu                    | Jacques Feyder                           | Charles Vanel, Marie Bell, Françoise Rosay                                     | Drame                   |                                      |
| Le Greluchon délicat            | Jean Choux                               | Harry Baur, Alice Cocéa                                                        | Drame                   |                                      |
| L'Homme à l'oreille cassée      | Robert Boudrioz                          | Thomy Bourdelle, Alice Tissot Jacqueline Daix                                  | Comédie                 |                                      |
| L'Homme mystérieux              | Maurice Tourneur                         | Charles Vanel, Paul Amiot, Georges Paulais                                     | Court métrage           | 35 min                               |
| Les Hommes de la côte           | André Pellenc                            | Aimé Simon-Girard, Josseline Gaël, Pierrette Caillol                           | Comédie dramatique      |                                      |
| L'Hôtel du libre échange        | Marc Allégret                            | Fernandel, Raymond Cordy, Saturnin Fabre                                       | Comédie                 |                                      |
| Iris perdue et retrouvée        | Louis Gasnier                            | Raymonde Allain, Edith Méra, Pierre Blanchar                                   | Comédie de mœurs        |                                      |
| Itto                            | Jean Benoît-Lévy et Marie Epstein        | Simone Berriau Pauline Carton                                                  | Drame                   |                                      |
| J'ai une idée                   | Roger Richebé                            | Raimu, Georges Morton, Christiane Delyne                                       | Comédie                 |                                      |
| Jeanne                          | Georges Marret                           | Gaby Morlay, André Luguet, Hélène Perdrière                                    | Drame                   |                                      |
| Jeunesse                        | Georges Lacombe                          | Lisette Lanvin, Jean Servais,Paulette Dubost                                   | Drame                   |                                      |
| Jofroi                          | Marcel Pagnol                            | Vincent Scotto, Henri Poupon, Annie Toinon                                     | Comédie                 |                                      |
| Judex 34                        | Maurice Champreux                        | René Ferté, Paule Andral, Louise Lagrange                                      | Drame                   |                                      |
| Lac aux dames                   | Marc Allégret                            | Rosine Deréan, Simone Simon, Jean-Pierre Aumont                                | Comédie dramatique      |                                      |
| Léopold le bien-aimé            | Arno-Charles Brun                        | Jean Sarment, Marcel André Michel Simon                                        | Comédie dramatique      |                                      |
| Liliom                          | Fritz Lang                               | Charles Boyer, Madeleine Ozeray, Pierre Alcover                                | Fantasy                 |                                      |
| Madame Bovary                   | Jean Renoir                              | Pierre Renoir, Alice Tissot                                                    | Drame                   |                                      |
| La Maison dans la dune          | Pierre Billon                            | Madeleine Ozeray, Pierre Richard-Willm                                         |                         |                                      |
| La Maison du mystère            | Gaston Roudès                            | Blanche Montel, Georges Mauloy, Jacques Varennes                               | Policier                |                                      |
| Maître Bolbec et son mari       | Jacques Natanson                         | Madeleine Soria, Rosine Deréan, Jean Debucourt                                 | Comédie                 |                                      |
| Mam'zelle Spahi                 | Max de Vaucorbeil                        | Noël-Noël, Raymond Cordy Saturnin Fabre                                        | Comédie                 |                                      |
| Maria Chapdelaine               | Julien Duvivier                          | Madeleine Renaud, Suzanne Desprès, Jean Gabin                                  | Drame, film d'amour     |                                      |
| Le Masque qui tombe             | Mario Bonnard                            | Jean Worms, Maurice Lagrenée, René Ferté Lucienne Le Marchand, Jacqueline Daix | Espionnage              |                                      |
| Mauvaise Graine                 | Billy Wilder et Alexander Esway          | Danielle Darrieux, Pierre Mingand, Raymond Galle                               | Comédie                 | Débuts de B. Wilder à la réalisation |
| Le Métro                        | Georges Franju Henri Langlois            | -                                                                              | Documentaire            | 8 min                                |
| Minuit, place Pigalle           | Roger Richebé                            | Raimu, Hélène Robert, Colette Darfeuil                                         |                         |                                      |
| Miquette et sa mère             | Henri Diamant-Berger et D.B. Maurice     | Roland Toutain,Michel Simon Blanche Montel                                     | Comédie                 |                                      |
| Les Misérables                  | Raymond Bernard                          | Harry Baur, Charles Vanel, Charles Dullin                                      | Drame                   |                                      |
| Mon cœur t'appelle              | Carmine Gallone et Serge Veber           | Jan Kiepura, Lucien Baroux Danielle Darrieux                                   | Comédie musique         |                                      |
| N'aimer que toi                 | André Berthomieu                         | Gaston Dubosc, Josette Day                                                     | Comédie                 |                                      |
| N'épouse pas ta fille           | Willy Rozier                             | Louis Blanche, Balder, Tony Laurent                                            | Comédie                 |                                      |
| Nous ne sommes plus des enfants | Augusto Genina                           | Gaby Morlay, Claude Dauphin, Pierre Larquey                                    | Drame                   |                                      |
| Nuit de mai                     | Gustav Ucicky et Henri Chomette          | Fernand Gravey, Annie Ducaux, Käthe von Nagy                                   | Drame                   |                                      |
| La Nuit imprévue                | Max Maxudian Claude Allain               | Adrien Lamy, Max Maxudian                                                      | Comédie musicale        |                                      |
| Les Nuits moscovites            | Alexis Granowsky                         | Annabella, Harry Baur, Pierre Richard-Willm                                    | Drame                   |                                      |
| On a trouvé une femme nue       | Leo Joannon                              | Mireille Balin, Paul Bernard, Jean Aquistapace                                 | Comédie                 |                                      |
| On a volé un homme              | Max Ophüls                               | Lili Damita, Charles Fallot, Lucien Callamand                                  | Drame                   |                                      |
| On demande une brute            | Charles Barrois                          | Jacques Tati, Clown Rhum                                                       | Court métrage           | 23 min                               |
| L'Oncle de Pékin                | Jacques Darmont                          | Armand Bernard, Pierre Brasseur Germaine Charley                               | Comédie                 |                                      |
| L'Or dans la rue                | Curtis Bernhardt                         | Albert Préjean, Raymond Cordy, Danielle Darrieux                               | Comédie                 |                                      |
| Le Paquebot Tenacity            | Julien Duvivier                          | Marie Glory, Albert Prejean                                                    | Comédie dramatique      |                                      |
| Paris-Deauville                 | Jean Delannoy                            | Armand Bernard, Georges Bever, Marguerite Moreno                               |                         |                                      |
| Pêcheur d'Islande               | Pierre Guerlais                          | Blanche Beaume, Thomy Bourdelle Marguerite Weintenberger                       |                         |                                      |
| Le Père Lampion                 | Christian-Jaque                          | Félicien Tramel, Léon Bélières Christiane Delyne                               |                         |                                      |
| Le Petit Jacques                | Gaston Roudès                            | Constant Rémy, Line Noro, Jacques Varennes                                     | Mélodrame               |                                      |
| Poliche                         | Abel Gance                               | Constant Rémy, Marie Bell Edith Méra                                           | Comédie                 |                                      |
| La Porteuse de pain             | René Sti                                 | Fernandel, Germaine Dermoz, Jacques Grétillat                                  | Drame                   |                                      |
| Pour un soir                    | Jean Godard                              | Jean Gabin, Colette Darfeuil, Cillie Andersen                                  | Drame                   |                                      |
| Primerose                       | René Guissart                            | Madeleine Renaud, Henri Rollan, Marguerite Moreno                              | Drame                   |                                      |
| Prince de minuit                | René Guissart                            | Catherine Fonteney, Henri Garat, Jeanne Fusier-Gir                             | Comédie                 |                                      |
| Le Prince Jean                  | Jean de Marguenat                        | Natalie Paley, Nina Myral, Pierre Richard-Willm                                | Drame                   |                                      |
| La Prison de Saint-Clothaire    | Pierre-Jean Ducis                        | René Génin, Georges Bever Charblay, Doumel                                     | Comédie                 |                                      |
| Quatre à Troyes                 | Pierre-Jean Ducis                        | Harry Mackay, René Génin Jeanne Fusier-Gir                                     | Comédie                 | 40 min                               |
| Rapt                            | Dimitri Kirsanoff                        | Dita Parlo, Nadia Sibirskaïa, Geymond Vital                                    | Drame                   |                                      |
| La Reine de Biarritz            | Jean Toulout                             | Alice Field, Léon Bélières Marguerite Moreno                                   | Comédie                 |                                      |
| Roi de Camargue                 | Jacques de Baroncelli                    | Charles Vanel, Tela Tchaï Simone Bourday                                       |                         |                                      |
| Le Roi des Champs-Élysées       | Max Nosseck                              | Buster Keaton, Paulette Dubost, Colette Darfeuil                               | Comédie                 |                                      |
| Le Rosaire                      | Tony Lekain et Gaston Ravel              | Louisa de Mornand André Luguet Hélène Robert                                   | Drame                   |                                      |
| Rothchild                       | Marco de Gastyne                         | Harry Baur, Fred Pasquali Claudie Clèves, Paul Pauley                          | Comédie                 |                                      |
| La Rue sans nom                 | Pierre Chenal                            | Constant Rémy, Fréhel, Gabriel Gabrio                                          | Drame                   |                                      |
| Sans famille                    | Marc Allégret                            | Robert Lynen, Aimé Clariond                                                    | Drame                   |                                      |
| Sapho                           | Léonce Perret                            | Mary Marquet, Jean-Max, Marcelle Praince                                       | Drame                   |                                      |
| Le Scandale                     | Marcel L'Herbier                         | Gaby Morlay, Henri Rollan, Jean Galland                                        |                         |                                      |
| Le Secret d'une nuit            | Félix Gandéra                            | Jean Aymé, Paul Clerget, Armand Bernard                                        | Comédie de mœurs        |                                      |
| Si j'étais le patron            | Richard Pottier                          | Fernand Gravey, Max Dearly, Mireille Balin                                     | Comédie                 |                                      |
| Sidonie Panache                 | Henry Wulschleger                        | Florelle, Alexandre Mihalesco, Bach                                            | Comédie                 |                                      |
| Son autre amour                 | Alfred Machard Constant Rémy             | Constant Rémy, Jeanne Boitel Saturnin Fabre, Alice Tissot                      |                         |                                      |
| Studio à louer                  | Jean-Louis Bouquet                       | Paulette Dubost, Pierre Mingand, Jeanne Fusier-Gir                             | Comédie                 |                                      |
| Les Suites d'un premier lit     | Félix Gandéra                            | Jean Weber, Alice Tissot, Jeanne Fusier-Gir                                    | Comédie                 |                                      |
| Tartarin de Tarascon            | Raymond Bernard                          | Milly Mathis, Jenny Hélia, Raimu                                               | Comédie                 |                                      |
| Taxi de minuit                  | Albert Valentin                          | Pola Illéry, George Rigaud                                                     | Comédie                 |                                      |
| Toboggan                        | Henri Decoin                             | Georges Carpentier, Raymond Cordy, Arlette Marchal                             | Drame                   |                                      |
| Toi que j'adore                 | Geza Von Bolvary et Albert Valentin      | Jean Murat, Violaine Barry, Edwige Feuillère                                   | Comédie                 |                                      |
| Le Train de 8 heures 47         | Henry Wulschleger                        | Fernandel, Bach, Fernand Charpin                                               | Comédie                 |                                      |
| Trois Balles dans la peau       | Roger Lion                               | Colette Darfeuil, Madeleine Guitty, Andrée Servilanges                         | Policier                |                                      |
| Trois de la marine              | Charles Barrois                          | Armand Bernard, Betty Stockfeld Alibert                                        | Comédie                 |                                      |
| Trois pour cent                 | Jean Dréville                            | Gabriel Signoret, Jeanne Boitel Jacques Maury                                  | Comédie                 |                                      |
| Un coup de mistral              | Gaston Roudès                            | France Dhélia, Fortuné, Jane Maguenat, Pierre Callamand                        | Comédie                 |                                      |
| Un homme en or                  | Jean Dréville                            | Harry Baur, Suzy Vernon, Pierre Larquey                                        | Drame                   |                                      |
| Un jour viendra                 | Gerhard Lamprecht                        | Käthe von Nagy, Jean-Pierre Aumont                                             | Comédie                 |                                      |
| Un train dans la nuit           | René Hervil                              | Dolly Davis, Georgius, Alice Tissot                                            | Crime                   |                                      |
| Une cliente pas sérieuse        | René Gaveau                              | Paul Pauley Marguerite Ducouret                                                | Moyen-métrage Comédie   |                                      |
| Une femme chipée                | Pierre Colombier                         | Elvire Popesco, Jules Berry, Marcel Simon                                      | Comédie                 |                                      |
| Une fois dans la vie            | Max de Vaucorbeil                        | Noël-Noël Renée Saint-Cyr                                                      | Comédie                 |                                      |
| Une nuit de folies              | Maurice Cammage                          | Fernandel, Dolly Davis, André Roanne                                           | Comédie                 |                                      |
| Une vocation irrésistible       | Jean Delannoy                            | Armand Bernard Madeleine Guitty                                                | Comédie                 | 32 min                               |
| Vers l'abîme                    | Hans Steinhoff et Serge Veber            | Raymond Rouleau, Brigitte Helm, Françoise Rosay                                |                         |                                      |
| Voilà Montmartre                | Roger Capellani                          | Marguerite Moreno,Dominique Bonnaud, Raymond Bour, Pierre Dac                  | Comédie                 |                                      |
| Volga en flammes                | Viktor Tourjanski                        | Albert Préjean Danielle Darrieux                                               | Drame                   |                                      |
| Votre sourire                   | Monty Banks et Pierre Caron              | Victor Boucher, Marie Glory                                                    | Comédie                 |                                      |
| Le Voyage de monsieur Perrichon | Jean Tarride                             | Jeanne Cheirel, Léon Belières                                                  | Comédie dramatique      |                                      |
| Zouzou                          | Marc Allégret                            | Joséphine Baker, Jean Gabin                                                    | Comédie, film musical   |                                      |
| Zulma en justice                | Léopold Simons                           | Léopold Simons, Line Dariel Jean Sinoël                                        | Comédie                 |                                      |